# Manea
La manea es un tamal grande, típico del estado de Tabasco, México, el cual está elaborado de masa revuelta con cilantro, perejil, tomate, cebolla, y con carne de res, de peppa, o pollo deshebrada. La manea es uno de los tamales tabasqueños típicos y de los más consumidos en la entidad, y junto con los Chanchamitos, el tamal de caminito, y el de chipilín entre otros, que forman parte importante de la gastronomía de Tabasco.
Estos tamales se pueden encontrar prácticamente en todos los mercados públicos del estado, así como en restaurantes de comida típica tabasqueña o con vendedores ambulantes, fijos y semifijos que recorren las calles de las ciudades tabasqueñas. Como la mayoría de los tamales tabasqueños, la "manea" se come cualquier día del año, y es muy consumido durante las celebraciones del Día de Muertos y en rezos, tanto en las ciudades como en las comunidades rurales de Tabasco.

## Preparación
Se cuece la carne con un poco de agua y sal; una vez cocida, se escurre y en una cazuela o sartén se deshebra. Al mismo tiempo, se cuece el maíz con cal y después de que está bien cocido, se lava y se muele, la masa resultante se bate con manteca de Peppa y se le agregan perejil, cilantro, tomate, cebolla y chile dulce previamente sofritos. Se revuelve la masa hasta que alcanza una consistencia suave, y se le coloca la carne deshebrada, para volver a revolver la masa.
Posteriormente se colocan las porciones en una hoja de plátano y se envuelven, para ponerlas a cocer en agua y sal. Después de unas tres horas, la manea está lista para servirse acompañada de salsa de tomate.
Para hacer la salsa de tomate (opcional), se licúa tomate, cebolla, chile y sal; se calienta manteca y se añade al licuado; para posteriormente dejarlo hervir.